# Маравильяс (Агуаскальентес)
Маравильяс (исп. Maravillas) — посёлок в центральной части Мексики, на территории штата Агуаскальентес. Входит в состав муниципалитета Хесус-Мария.

## Географическое положение
Маравильяс расположен в центральной части штата, на правом берегу реки Сан-Педро, на расстоянии приблизительно 2 километров к северу от города Агуаскальентес. Абсолютная высота — 1856 метров над уровнем моря.

## Население
Согласно данным, полученным в ходе проведения официальной переписи 2005 года, в посёлке проживало 2039 человек (971 мужчина и 1068 женщин). Насчитывалось 432 дома. По возрастному диапазону население распределилось следующим образом: 43,5 % — жители младше 18 лет, 49,7 % — между 18 и 59 годами и 6,8 % — в возрасте 60 лет и старше. Уровень грамотности среди жителей старше 15 лет составлял 96,9 %.
По данным переписи 2010 года, численность населения Маравильяса составляла 2208 человек. Динамика численности населения посёлка по годам:
| 2000 | 2005 | 2010 |
| ---- | ---- | ---- |
| 1932 | 2039 | 2208 |